# Полярна нощ
Полярна нощ настъпва в най-северните и най-южните райони на Земята, когато нощта продължава повече от 24 часа. Това се случва само отвъд полярните кръгове. Обратното явление, наричано полярен ден се случва, когато Слънцето стои над хоризонта за повече от 24 часа. Смята се, че нощта настъпва, когато центърът на Слънцето се намира под свободния хоризонт. Тъй като атмосферата пречупва слънчевите лъчи, полярният ден е по-дълъг от полярната нощ, а зоната, обхващана от полярната нощ, е малко по-малка от тази на полярния ден. Полярният кръг се намира на географска ширина между тези две зони, на около 66,5°. В най-северния шведски град Кируна, на 67°51' северна ширина, полярната нощ продължава около 28 денонощия, докато полярният ден продължава около 50 денонощия. Когато в Арктика е ден, в Антарктика е нощ.
Всяка планета или луна с достатъчен наклон на оста, която се върти по отношение на звездата си значително по-често, отколкото орбитира около нея, би имала същия феномен.

## Описание
Полярният най-кратък ден не е напълно тъмен в пределите на полярния кръг, а само на места отвъд 5,5° и когато луната е достатъчно под хоризонта. Районите, намиращи се близо до вътрешната граница на полярните кръгове, наблюдават полярен полумрак, вместо полярна нощ. Всъщност, полярните региони обикновено получават повече здрач през годината, отколкото екваториалните региони.
За региони зад полярните кръгове, максималното време, през което Слънцето е напълно под хоризонта, варира от 0 при четвърт градус отвъд полярния кръг до 179 дни при полюсите. Все пак, цялото това време не се класифицира като полярна нощ, тъй като слънчевата светлина може да е видима заради рефракцията. Също така времето, когато Слънцето е над хоризонта при полюсите, е 186 дни. Тази числова асиметрия възниква, тъй като времето, когато Слънцето е частично над хоризонта се счита към дневното време. Тези числа, обаче, са средностатистически – елиптичността на земната орбита кара Южният полюс да има една седмица повече Слънце под хоризонта, отколкото Северния полюс.

## Видове полярна нощ
Тъй като има различни видове здрач, има и различни видове полярна нощ. Описанията по-долу се основават на относително ясни небеса, така че небето би било по-тъмно при наличието на гъсти облаци.

### Полярен полумрак
Полярният полумрак се наблюдава в зони, които се намират при вътрешната граница на полярните кръгове, където Слънцето би било на или под хоризонта през целия ден на зимното слънцестоене. При слънчевата кулминация няма истинска дневна светлина, а само граждански сумрак. Това означава, че Слънцето е под хоризонта, но на по-малко от 6°. По време на гражданския сумрак може все още да има достатъчно светлина за нормални дейности на открито, заради разсейването на светлината в горната атмосфера и рефракцията. Уличното осветление може да остане включено, а човек гледащ през прозорец ярко осветена стая все още ще може да види отражението си в прозореца на обед.
Страдащите от сезонна депресия често търсят терапия с изкуствена светлина, тъй като психологичните облаги от дневната светлина изискват относително високи нива на обкръжаваща светлина (до 10 000 lx), които не са налични в никой стадий на здрача и оттук дневният сумрак, наблюдаван където и да е зад полярните кръгове, все още се счита за „полярна нощ“.

### Гражданска полярна нощ
Гражданската полярна нощ има само слабо наличие на видима светлина по пладне. Това се случва, когато няма граждански сумрак, а само навигационен сумрак настъпва при слънчевата кулминация. Гражданския сумрак се наблюдава, когато Слънцето е между 0 и 6° под хоризонта, а гражданската нощ настъпва, когато Слънцето премине още надолу. Следователно гражданската полярна нощ е ограничена при ширини над 72° 34', което е точно 6° зад полярния кръг. Никъде в континентална Европа не е изпълнено това условие. Обаче, на норвежката територия Свалбард гражданската полярна нощ продължава от около 11 ноември до 30 януари. Диксон в Русия има гражданска полярна нощ за около месец.

### Навигационна полярна нощ
По време на периода на навигационна полярна нощ няма и следа от дневна светлина, освен около пладне. Това се случва, когато няма навигационен сумрак, а само астрономически сумрак се наблюдава по пладне. Навигационният полумрак настъпва, когато Слънцето е между 6 и 12° под хоризонта. Има място на хоризонта около пладне с повече светлина, поради рефракция. По време на навигационната нощ Слънцето е по-ниско от 12° под хоризонта, така че навигационната полярна нощ е ограничена до географски ширини над 78° 34', което е точно 12° в полярния кръг или 11,5° от полюса. Алерт, Канада, което е най-северното селище в света, наблюдава този феномен от края на ноември до средата на януари.

### Астрономическа полярна нощ
Астрономическата полярна нощ е период на продължителна нощ, при която не настъпва астрономически сумрак. Астрономическият сумрак се случва, когато Слънцето е между 12 и 18° под хоризонта, а астрономическата нощ – когато е под това равнище. Следователно астрономическата полярна нощ е ограничена до географски ширини над 84°34', което е точно 18° в полярния кръг или 5,5° от полюса. През астрономическата полярна нощ звездите от шеста степен, които са най-бледите видими звезди за невъоръженото око, са видими през целия ден. Това се случва, когато Слънцето е между 18 и 23,5° под хоризонта. Тези условия продължават за около 11 седмици на полюсите.
Полярната станция Амундсен-Скот наблюдава този феномен от 15 май до края на юли. На Северния полюс той продължава от 14 ноември до 29 януари.

## Градове, в които се наблюдава полярна нощ
- Русия: Апатити, Билибино, Верхоянск, Воркута, Гаджиево, Дудинка, Заозьорск, Заполярни, Игарка, Кандалакша, Кировск, Ковдор, Кола, Лабитнанги, Нови Уренгой, Мончегорск, Мурманск, Нарян Мар, Никел, Норилск, Оленегорск, Островной, Певек, Полярни, Североморск, Снежногорск, Среднеколимск;
- Норвегия: Алта, Хиркенес, Лонгирбюен, Тромсьо;
- Швеция: Кируна, Йеливаре.